# نظرآباد (چشمه زیارت، یک)
نظرآباد روستایی در دهستان چشمه زیارت بخش مرکزی شهرستان زاهدان استان سیستان و بلوچستان ایران است.

## جمعیت
بر پایه سرشماری عمومی نفوس و مسکن در سال ۱۳۹۵ جمعیت این روستا ۶۹ نفر (۲۱خانوار) بوده‌است.